# Perseguição de Judeus

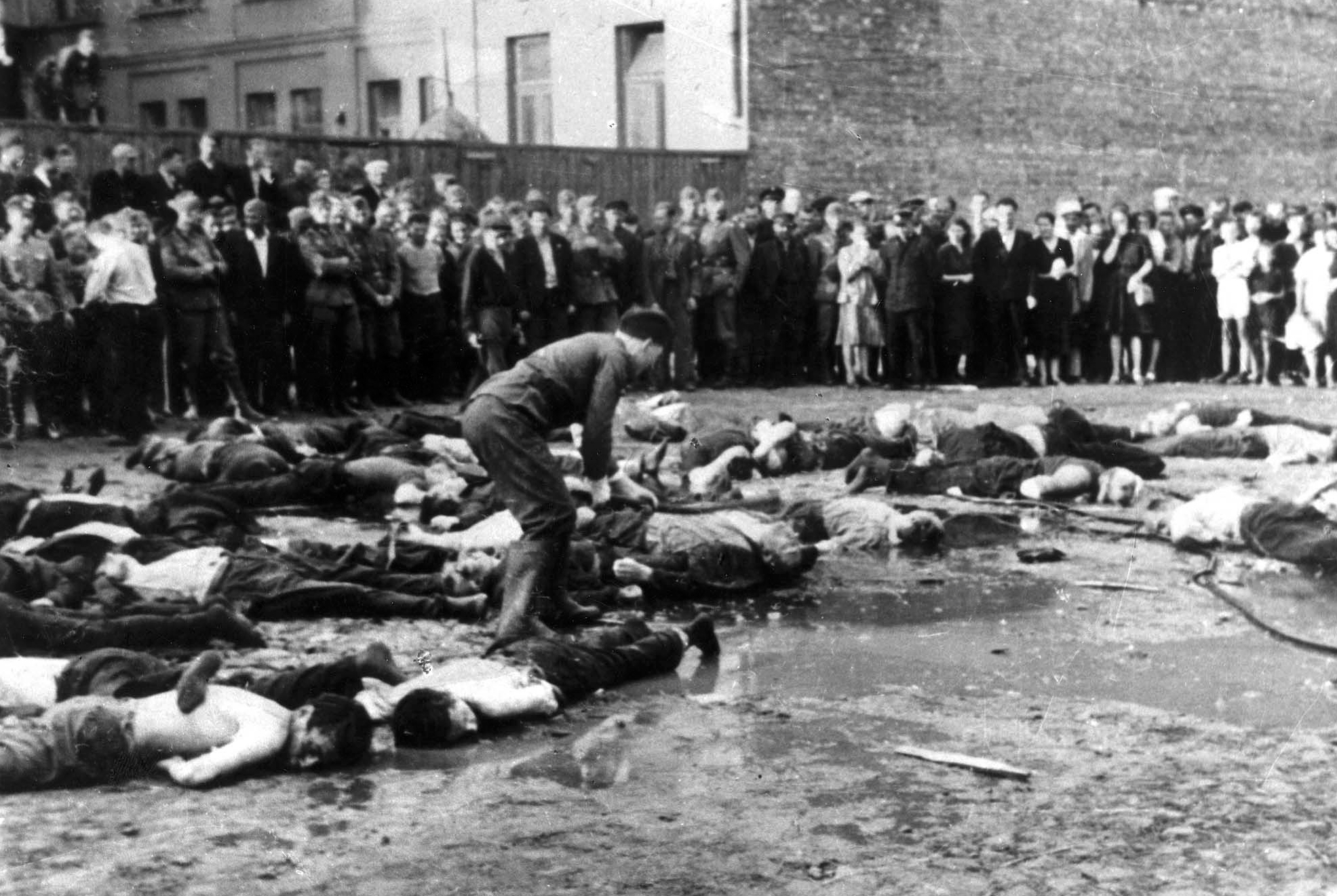
Pogrom de Kaunas na Lituânia ocupada pelos alemães, Junho de 1941

A perseguição aos judeus tem sido um evento significativo na história judaica, provocando ondas de refugiados e a formação de comunidades da diáspora. Já em 605 a.C., judeus que viviam no Império Neobabilônico foram perseguidos e deportados.
O antissemitismo também foi praticado pelos governos de muitos impérios diferentes e pelos seguidores de muitas religiões diferentes, e também foi amplamente difundido em várias regiões do mundo.
Os judeus eram comumente usados como bodes expiatórios para tragédias e desastres, como nas perseguições que seguiram à da Peste Negra, no massacre de Granada de 1066, no Massacre de 1391 na Espanha, nos muitos Pogroms no Império Russo e nos princípios do Nazismo antes e durante a Segunda Guerra Mundial, que levaram ao Holocausto e ao assassinato de seis milhões de judeus.

## Período antigo

### Selêucidas
Quando a Judeia caiu sob a autoridade do Império Selêucida, o processo de helenização foi imposto por lei. Isso efetivamente significava a exigência da prática religiosa pagã. Em 167 a.C., o sacrifício judaico foi proibido, sábados e festas foram banidos e a circuncisão foi proibida. Altares aos deuses gregos foram erigidos e animais proibidos aos judeus foram sacrificados neles. Zeus Olímpico foi colocado no altar do Templo. A posse de escrituras judaicas tornou-se uma ofensa capital.

### Império Romano
A Enciclopédia Judaica refere-se à perseguição dos judeus e à paganização de Jerusalém durante o reinado do imperador Adriano (117–138 d.C.):
Os judeus passaram por um período de amarga perseguição: sábados, festivais, o estudo da Torá e a circuncisão foram proibidos, e parecia que Adriano desejava aniquilar o povo judeu. Sua ira recaiu sobre todos os judeus de seu império, pois ele impôs um imposto de capitação opressivo. No entanto, a perseguição não durou muito, pois Antonino Pio (138–161) revogou os decretos cruéis. 

## Período medieval
Na Idade Média, o antissemitismo na Europa era de natureza religiosa. Muitos cristãos, incluindo membros do clero, consideravam o povo judeu coletivamente responsável pela morte de Jesus. Como afirma o guia de encenações da Paixão do Boston College,
ao longo do tempo, os cristãos começaram a aceitar... que o povo judeu como um todo era responsável por matar Jesus. Segundo essa interpretação, tanto os judeus presentes na morte de Jesus Cristo quanto o povo judeu coletivamente e por toda a eternidade, cometeram o pecado de deicídio, ou 'assassinato de Deus'. Durante 1900 anos de história cristã-judaica, a acusação de deicídio levou ao ódio, à violência contra e ao assassinato de judeus na Europa e na América.

## Período moderno

### Nazismo
A perseguição aos judeus atingiu a sua forma mais destrutiva nas políticas da Alemanha nazista, que fez da destruição dos judeus uma prioridade, culminando na morte de aproximadamente 6 milhões de judeus durante o Holocausto de 1941 a 1945. Originalmente, os nazistas usavam esquadrões da morte, os Einsatzgruppen, para realizar massivos assassinatos ao ar livre de judeus no território que conquistaram. Em 1942, a liderança nazista decidiu implementar a Solução Final, o genocídio dos judeus da Europa e aumentar o ritmo do Holocausto, estabelecendo campos de extermínio especificamente para matar judeus, bem como outros indesejáveis, como pessoas que se opunham abertamente a Hitler.